# Jack Donahue
Pour les articles homonymes, voir Donahue.
 (septembre 2018).
Si vous disposez d'ouvrages ou d'articles de référence ou si vous connaissez des sites web de qualité traitant du thème abordé ici, merci de compléter l'article en donnant les références utiles à sa vérifiabilité et en les liant à la section « Notes et références ».
Jack Donahue (1804-1830) était un "bushranger", un bandit de grands chemins australien. Il y a eu de nombreuses ballades écrites sur lui, dont Bold Jack Donahue (L'intrépide Jack Donahue).
Il est né à Dublin en 1804. Partisan du nationalisme irlandais, il est condamné à l'âge de 20 ans à être exilé à vie en Nouvelle-Galles du Sud, en Australie, après avoir été accusé de tentative de crime.
Donahue y arrive en janvier 1825 avec 200 autres détenus et est affecté comme domestique chez un colon du nom de John Pagan dans une ferme à Parramatta. Il est surveillé au cours de la journée mais réussit à s'échapper de nuit. Par la suite, il est puni et doit travailler enchaîné sur les routes. Finalement, il est renvoyé travailler chez un éleveur de porcs, Major West, à Quakers Hill.
Donahue s'échappe de nouveau avec deux hommes nommés Kilroy et Smith. Ils forment un groupe appelé « les strip-teaseuses ». On leur donne ce nom parce qu'ils emportent aux gros propriétaires leurs vêtements, leur argent et leur réserve de nourriture. Les employés de fermes les aident en leur fournissant des informations sur les habitudes et allées et venues de leurs maîtres. Des employés leur donnent parfois nourriture et abri.
Dans ses premières années de bushranger, Donahue est arrêté et placé en garde à vue avec son gang mais il réussit à s'échapper tandis que ses compagnons sont condamnés à mort. Il réussit de nouveau à s'échapper lors d'une fusillade avec la police. Les gens l'appellent le « Bold Jack Donohue » mais la police le considère comme un dangereux criminel. En 1829, une récompense de 20 livres est offerte pour sa capture. Elle est portée à 200 livres un an plus tard. Le 1er septembre 1830, un groupe de soldats et de policiers encerclent Donahue et sa bande. Dans la bataille qui s'ensuit, Donahue est mortellement blessé d'une balle dans la tête. Après sa mort, Donahue devient un héros.